# Chiesa di San Biagio (Venaus)
La chiesa di San Biagio, detta anche chiesa di San Biagio e Sant'Agata, è la parrocchiale di Venaus, in città metropolitana di Torino e diocesi di Susa; fa parte della vicaria di Novalesa.

## Storia

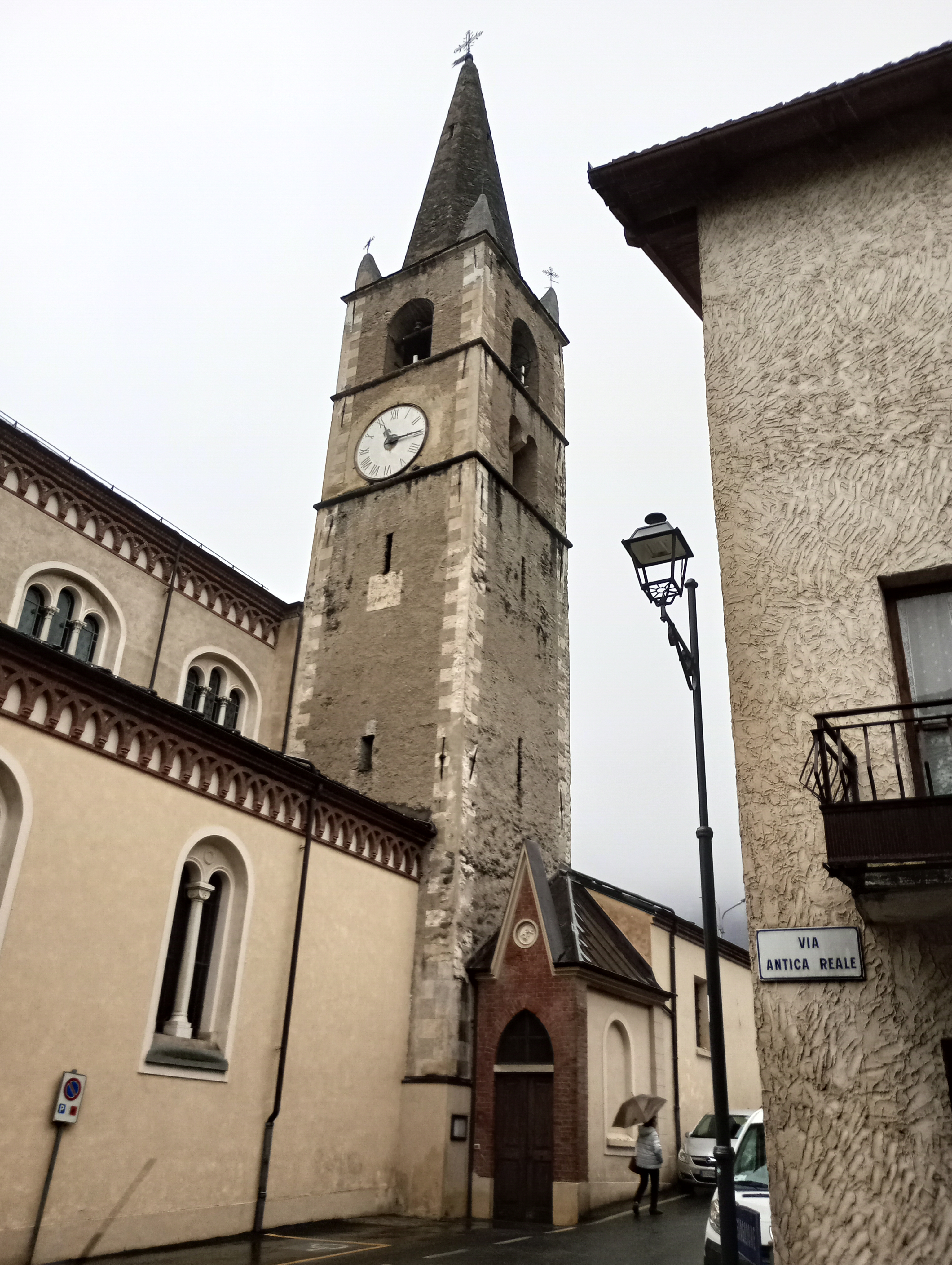
Il campanile

Originariamente il paese di Venaus faceva parte della diocesi di Moriana, dalla quale fu scorporato nel IX secolo per essere aggregato all'arcidiocesi di Torino; il curato veniva comunque nominato dell'abbazia di Novalesa e non dall'arcivescovo.
La cappella venausina era dedicata in principio a San Donato, ma nel X secolo venne reintitolata a San Biagio; chiesa fu ricostruita nel 1660 e visitata nel 1594 dall'arcivescovo Carlo Broglia.
La chiesa, consacrata nel 1765 dal vescovo di Ivrea Francesco Luserna Rorengo di Rorà, venne ristrutturata nel 1794.
Nel 1901 fu posta la prima pietra della nuova parrocchiale; l'edificio, il cui progetto era stato redatto inizialmente dall'ingegnere Ernesto Ghiotti e poi modificato dall'architetto Paolo Saccarelli, venne portato a compimento nel 1904.
La chiesa fu adeguata alle norme postconciliari verso gli anni settanta mediante la rimozione delle balaustre del presbiterio e l'aggiunta dell'altare rivolto verso l'assemblea.

## Descrizione

### Esterno
La facciata a salienti della chiesa, rivolta a levante, è suddivisa verticalmente da paraste in tre porzioni, ognuna delle quali presenta un portale d'ingresso strombato e sormontato da una ghimberga e da un rosone; sotto le linea di gronda corre una fila di archetti pensili.
Annesso alla parrocchiale è il campanile in pietra a base quadrata, la cui cella è suddivisa in due registri, di cui uno caratterizzato da bifore e l'altro da monofore; a coronamento v'è una guglia piramidale a base ottagonale.

### Interno

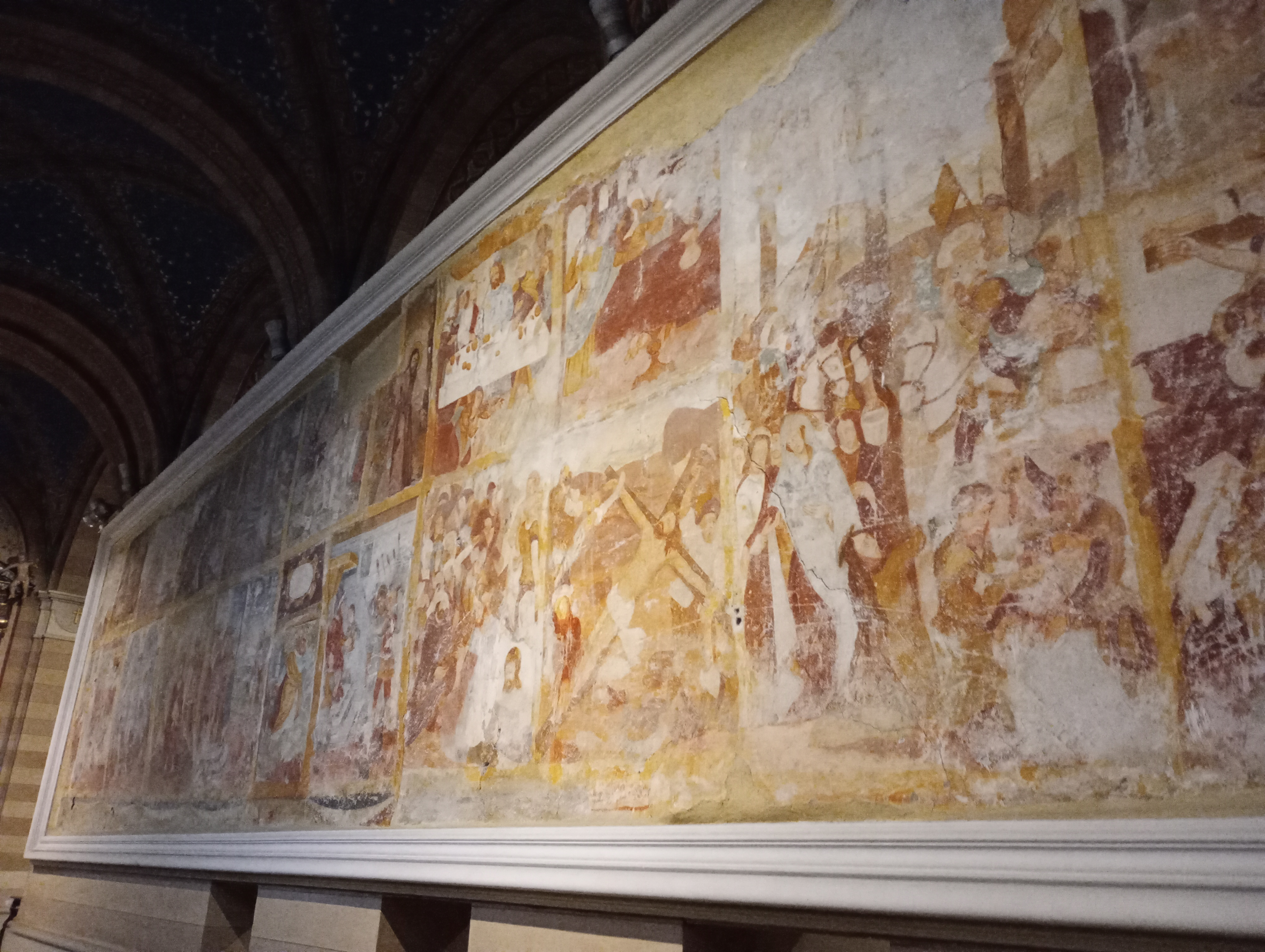
Gli affreschi del XIV secolo all'interno della chiesa

L'interno dell'edificio, abbellito da decorazioni fitomorfe, è suddiviso in tre navate da pilastri sorreggenti degli archi a tutto sesto sopra i quali corre la cornice su cui si impostano le volte a crociera; al termine dell'aula si sviluppa il presbiterio, rialzato di alcuni gradini, ospitante l'altare maggiore e chiuso dall'abside poligonale.
All'interno della chiesa, tra la navata centrale e quella sinistra, sono presenti affreschi del XIV secolo risalenti alla vecchia chiesa romanica e che raffigurano storie della vita del Cristo.